# Louvre Abu Dhabi
Il Louvre Abu Dhabi (in arabo اللوفر أبوظبي‎?) è un museo d'arte e civiltà di Abu Dhabi negli Emirati Arabi Uniti inaugurato l'8 novembre 2017 in seguito ad un accordo trentennale tra la città di Abu Dhabi ed il governo francese. Il museo, che si trova sull'Isola Sa'diyyat, distretto culturale della città, è grande 24.000 metri quadrati, rendendolo il più grande museo della penisola arabica.
Il museo fa parte di un progetto da 27 miliardi di dollari, progettato per ospitare un insieme di beni culturali di livello mondiale. Oltre al Louvre Abu Dhabi, figurano: il Museo Nazionale Zayed, su progetto di Foster and Partners; il museo di arte contemporanea Guggenheim Abu Dhabi di Frank Gehry, destinato a diventare il Guggenheim più grande del mondo; [6] un centro per le arti dello spettacolo progettato da Dame Zaha Hadid; un museo marittimo con concept design di Tadao Ando; e una serie di padiglioni artistici tra cui la Casa della Famiglia Abramitica.

## Storia

### Sviluppo del progetto

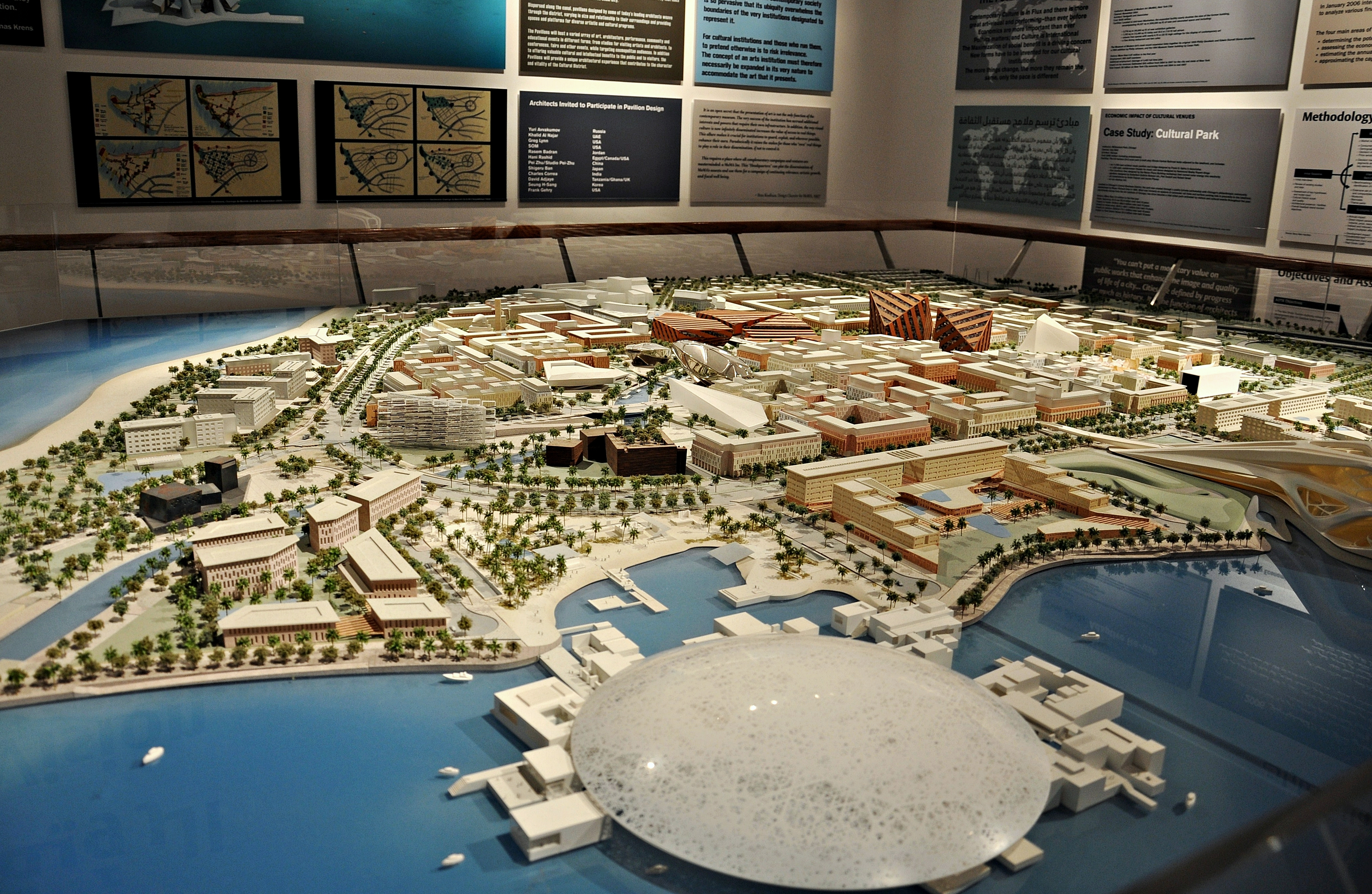
Modello del progetto del Louvre e dei suoi dintorni, 2011

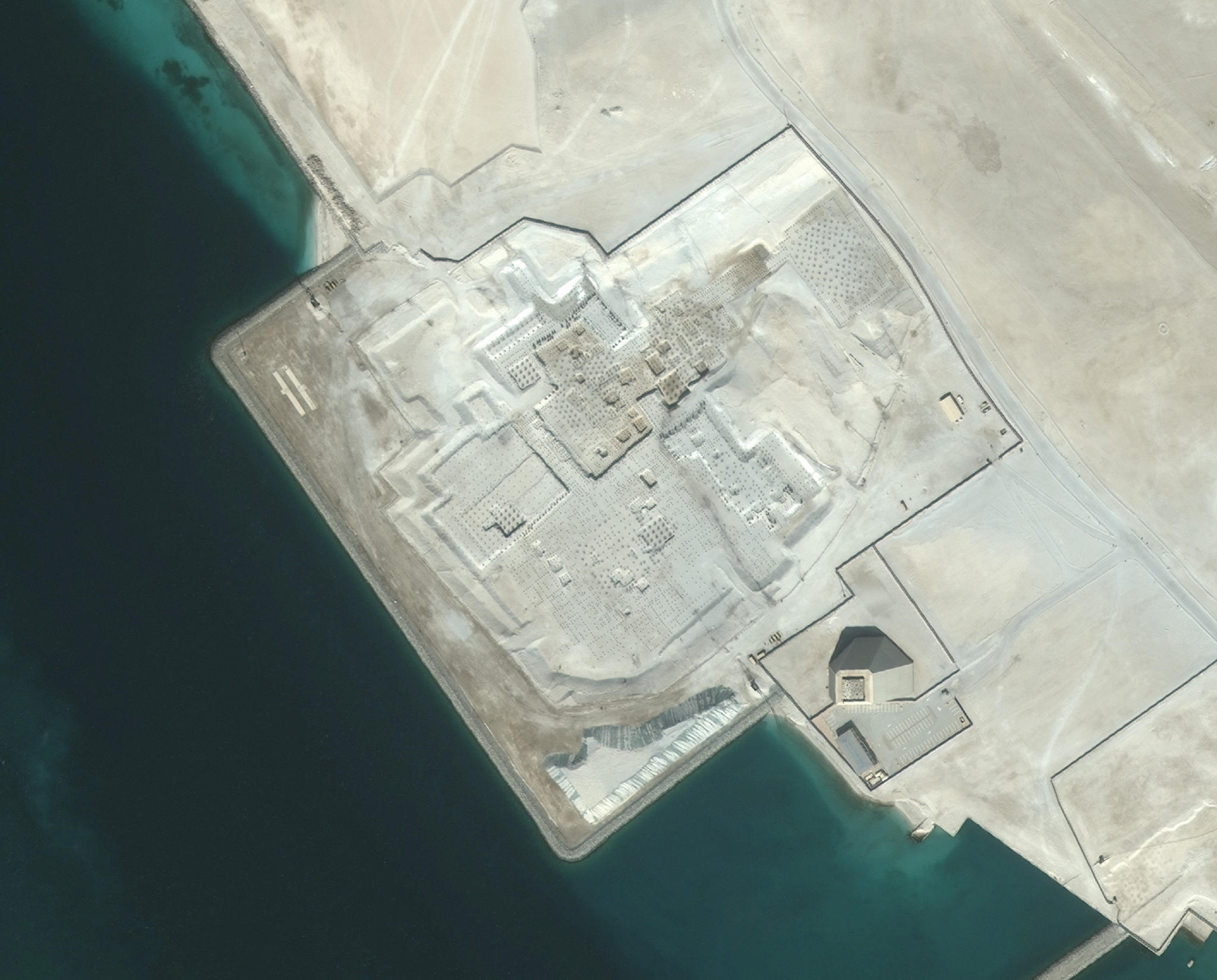
Veduta aerea della sede del museo, primi anni 2010

Nel 2005 gli Emirati Arabi Uniti hanno proposto al governo francese l'idea di creare negli Emirati un museo che porti il nome del Louvre. Le discussioni iniziarono nel giugno 2005, quando una delegazione di Abu Dhabi guidata dal sultano bin Tahnoon al-Nahyan, presidente dell'Autorità per la Cultura e il Patrimonio di Abu Dhabi, visitò Parigi e incontrò le controparti al Louvre. Un mese dopo, un'altra delegazione comprendente Abdullah bin Zayed Al Nahyan, allora ministro dell'Informazione e della Cultura degli Emirati Arabi Uniti, discusse il progetto con interlocutori del governo francese, tra cui il ministro degli Esteri Philippe Douste-Blazy e il ministro della Cultura Renaud Donnedieu de Vabres.  Sempre nell'estate del 2005, il principe ereditario di Abu Dhabi, Mohamed bin Zayed Al Nahyan, ha inviato una lettera sul progetto al presidente francese Jacques Chirac. I negoziati formali sul progetto tra i due paesi sono iniziati nell'estate del 2006.
Nel frattempo, le autorità di Abu Dhabi nel 2006 hanno scelto Jean Nouvel, noto per aver progettato l'Istituto del mondo arabo a Parigi, come architetto dell'edificio. Inizialmente commissionarono alla sua azienda la progettazione di un generico museo di arte o civiltà classica, senza riferimento specifico al Louvre, mentre erano ancora in corso le trattative con le autorità francesi. La scelta di Nouvel era stata suggerita per la prima volta da Thomas Krens, allora direttore della Fondazione Solomon R. Guggenheim e consigliere di Abu Dhabi per lo sviluppo dell'isola di Saadiyat.
I negoziati e il progetto stesso furono rivelati pubblicamente dal quotidiano francese Le Monde nel settembre 2006. Il progetto inizialmente generò polemiche, incluso un editoriale e una petizione contro di esso da parte dei curatori Françoise Cachin, Jean Clair e Roland Recht.  Si dice che anche il direttore del Louvre, Henri Loyrette, si fosse inizialmente opposto al progetto, che nella fase iniziale non difese né promosse pubblicamente. Ma nel corso delle trattative contrattuali la posizione del Louvre divenne più favorevole, poiché riuscì ad assicurarsi notevoli vantaggi.
L'accordo che descrive in dettaglio gli accordi di partnership e di licenza fu firmato il 6 marzo 2007 dai rispettivi rappresentanti dei governi francese e degli Emirati Arabi Uniti. Tale accordo venne ratificato dal Parlamento francese il 9 ottobre 2007, dopo che Jacques Chirac era stato sostituito alla presidenza francese da Nicolas Sarkozy. Anche dopo aver lasciato la presidenza, Chirac rimase uno dei principali sostenitori del progetto.
Quando fu annunciato nel 2007, l'apertura del museo era prevista per il 2012. Il 29 ottobre 2011, l'agenzia di gestione del progetto, Tourism Development & Investment Company (TDIC), annunciò che l'apertura del museo sarebbe stata ritardata ma non fornì una nuova data. Secondo i giornali emiratini Gulf News e The National, il ritardo sarebbe dovuto ad una revisione della strategia economica dell'emirato. Nel gennaio 2012 è stato annunciato che la data di apertura del Louvre Abu Dhabi sarebbe stata il 2015.
Sono stati spesi circa 600 milioni di euro per la costruzione; 525 milioni di dollari perché Abu Dhabi sia associata al nome Louvre, e altri 747 milioni di dollari saranno pagati in cambio di prestiti di opere d'arte, mostre speciali e consigli gestionali.
Vi sono opere d'arte di tutto il mondo, con particolare attenzione a colmare il divario tra arte occidentale e orientale. Ad essere presenti in particolare due opere di Leonardo, altrettante opere di Picasso, uno dei celebri ritratti di Napoleone del pittore francese David e opere di Ari Mini.